# تشاد برادفورد
تشاد برادفورد (بالإنجليزية: Chad Bradford) هو لاعب كرة قاعدة أمريكي، ولد في 14 سبتمبر 1974 في جاكسون في الولايات المتحدة.

## وصلات خارجية
- تشاد برادفورد على موقع دوري كرة القاعدة الرئيسي (الإنجليزية)
- تشاد برادفورد على موقعبيزبول رفرنس.كوم (الدوري الرئيسي) (الإنجليزية)
- تشاد برادفورد على موقعبيزبول رفرنس.كوم (الدوري الثانوي) (الإنجليزية)
- تشاد برادفورد على موقع إي إس بي إن.كوم (أم.أل.بي) (الإنجليزية)
- تشاد برادفورد على موقع مشجعي الرسوم البيانية (الإنجليزية)